# Vinkega
Vinkega (Stellingwerfs: Vinkege, Fries: Finkegea) is een dorp in de gemeente Weststellingwerf in de Nederlandse provincie Friesland. Vinkega ligt ten oosten van Wolvega en ten zuidwesten van Noordwolde.

## Verklaring naam
Tal van plaatsnamen in oude veenstreken in Nederland zijn samengesteld met ‘vink’. ‘Vink’ in de betekenis van ‘lichte veensoort’ waaruit ‘lichte turf’ werd geproduceerd. De naam heeft dus niets met de vink als vogel te maken. Het ligt voor de hand dat Vinkega, ooit gelegen tussen de hoge venen langs de provinciegrens en de veengronden in het dal van de Linde, zijn naam heeft ontleend aan de veenderij.
In de oudste oorkonden wordt de plaatsnaam geschreven met de beginletter ‘F’, hetgeen te wijten kan zijn aan de invloed van het Fries, waarin de ‘f’ de ‘v’ verdringt. In de rentmeestersrekeningen van Ooststellingwerf wordt de plaats al in 1526 met de beginletter 'V' geschreven (Vinckegae).
De plaats is ooit ‘Nije-Steggerden’ genoemd als kerkelijk afhankelijk van het oudere Steggerda.

## Paasvuur
Het traditionele paasvuur, dat al jaren op 1e paasdag wordt ontstoken aan de Zuiderweg, is een begrip. Uit de wijde omgeving komen mensen het vuur aanschouwen.

## Oprichting NVVE
In 1973 werd te Vinkega de Nederlandse Vereniging voor Vrijwillige Euthanasie opgericht.

## Bevolking
- 1954 - 386
- 1959 - 389
- 1964 - 311
- 1969 - 217
- 1973 - 237
- 2008 - 216
- 2014 - 215
- 2017 - 197
- 2019 - 205
- 2021 - 200
- 2023 - 208
- 2024 - 204

## Straten
Noordwolderweg, Schoollaan, Westvierdeparten, Zuiderweg.